# Nadezhdivka
Nadezhdivka  (ucraniano: Надеждівка) es una localidad del Raión de Bolhrad en el Óblast de Odesa de Ucrania. Según el censo de 2001, tiene una población de 713 habitantes.